# Campeonato Sul-Americano de Atletismo de 2001 - Resultados
Estes são os resultados do Campeonato Sul-Americano de Atletismo de 2001 que ocorreram de 18 a 20 de maio de 2001 na Vila Olímpica de Manaus, em Manaus, no Brasil.

## Resultado masculino

### 100 metros
| Posição | Bateria | Atleta                | Nacionalidade | Tempo | Notas |
| ------- | ------- | --------------------- | ------------- | ----- | ----- |
| 1       | 2       | Raphael de Oliveira   | Brasil        | 10.32 | Q     |
| 2       | 1       | Cláudio Roberto Souza | Brasil        | 10.42 | Q     |
| 3       | 1       | Heber Viera           | Uruguai       | 10.43 | Q     |
| 4       | 1       | Gabriel Simon         | Argentina     | 10.47 | Q     |
| 5       | 2       | Rawle Greene          | Guiana        | 10.53 | Q     |
| 6       | 2       | Helly Ollarves        | Venezuela     | 10.62 | Q     |
| 7       | 1       | José Peña             | Venezuela     | 10.63 | q     |
| 8       | 2       | Rubén Techeira        | Uruguai       | 10.69 | q     |
| 9       | 1       | Rodrigo Roach         | Chile         | 10.77 |       |
| 11      | 2       | Cristián Gutiérrez    | Equador       | 10.93 |       |
| 12      | 2       | Guillermo Dongo       | Suriname      | 10.99 |       |

| Posição           | Atleta                | Nacionalidade | Tempo | Notas |
| ----------------- | --------------------- | ------------- | ----- | ----- |
| Medalha de ouro   | Raphael de Oliveira   | Brasil        | 10.36 |       |
| Medalha de prata  | Cláudio Roberto Souza | Brasil        | 10.37 |       |
| Medalha de bronze | Heber Viera           | Uruguai       | 10.37 |       |
| 4                 | Rawle Greene          | Guiana        | 10.49 |       |
| 5                 | José Peña             | Venezuela     | 10.50 |       |
| 6                 | Rubén Techeira        | Uruguai       | 10.66 |       |
| 7                 | Helly Ollarves        | Venezuela     | 10.87 |       |
| 8                 | Gabriel Simon         | Argentina     | DNF   |       |

### 200 metros
| Posição | Bateria | Atleta              | Nacionalidade | Tempo | Notas |
| ------- | ------- | ------------------- | ------------- | ----- | ----- |
| 1       | 2       | Heber Viera         | Uruguai       | 20.83 | Q     |
| 2       | 2       | Augusto de Oliveira | Brasil        | 20.93 | Q     |
| 3       | 1       | André da Silva      | Brasil        | 21.26 | Q     |
| 4       | 1       | Ricardo Roach       | Chile         | 21.28 | Q     |
| 5       | 1       | Rawle Greene        | Guiana        | 21.44 | Q     |
| 6       | 2       | Rodrigo Roach       | Chile         | 21.47 | Q     |
| 7       | 1       | Cristián Gutiérrez  | Equador       | 21.57 | q     |
| 8       | 1       | Rubén Techeira      | Uruguai       | 21.69 | q     |
| 9       | 2       | José Carabalí       | Venezuela     | 21.74 |       |
| 10      | 2       | Guillermo Dongo     | Suriname      | 22.44 |       |

| Posição           | Atleta              | Nacionalidade | Tempo | Notas            |
| ----------------- | ------------------- | ------------- | ----- | ---------------- |
| Medalha de ouro   | André da Silva      | Brasil        | 20.52 |                  |
| Medalha de prata  | Heber Viera         | Uruguai       | 20.68 | Recorde nacional |
| Medalha de bronze | Augusto de Oliveira | Brasil        | 21.02 |                  |
| 4                 | Rawle Greene        | Guiana        | 21.22 |                  |
| 5                 | Cristián Gutiérrez  | Equador       | 21.59 |                  |
| 6                 | Rodrigo Roach       | Chile         | 21.67 |                  |
| 7                 | Rubén Techeira      | Uruguai       | 21.68 |                  |
| 8                 | Ricardo Roach       | Chile         | ?     |                  |

### 400 metros
19 de maio
| Posição           | Atleta            | Nacionalidade | Tempo | Notas                 |
| ----------------- | ----------------- | ------------- | ----- | --------------------- |
| Medalha de ouro   | Sanderlei Parrela | Brasil        | 45.11 | Recorde do campeonato |
| Medalha de prata  | Valdinei da Silva | Brasil        | 46.50 |                       |
| Medalha de bronze | Jonathan Palma    | Venezuela     | 46.78 |                       |
| 4                 | Gustavo Aguirre   | Argentina     | 46.93 |                       |
| 5                 | William Hernández | Venezuela     | 47.66 |                       |
| 6                 | Richard Ayoví     | Equador       | 48.86 |                       |

### 800 metros
18 de maio
| Posição           | Atleta                   | Nacionalidade | Tempo   | Notas            |
| ----------------- | ------------------------ | ------------- | ------- | ---------------- |
| Medalha de ouro   | Hudson de Souza          | Brasil        | 1:47.20 |                  |
| Medalha de prata  | Flávio Godoy             | Brasil        | 1:47.65 |                  |
| Medalha de bronze | Simoncito Silvera        | Venezuela     | 1:48.54 |                  |
| 4                 | Alfredo Escobar          | Venezuela     | 1:49.05 |                  |
| 5                 | Sebastián González Cabot | Argentina     | 1:50.16 |                  |
| 6                 | Danielo Estefan          | Uruguai       | 1:51.39 |                  |
| 7                 | Fadrique Iglesias        | Bolívia       | 1:52.19 | Recorde nacional |
| 8                 | Paulo de la Camara       | Chile         | 1:52.52 |                  |

### 1500 metros
20 de maio
| Posição           | Atleta                   | Nacionalidade | Tempo   | Notas                 |
| ----------------- | ------------------------ | ------------- | ------- | --------------------- |
| Medalha de ouro   | Hudson de Souza          | Brasil        | 3:36.47 | Recorde do campeonato |
| Medalha de prata  | Edgar de Oliveira        | Brasil        | 3:43.56 |                       |
| Medalha de bronze | Sebastián González Cabot | Argentina     | 3:45.35 |                       |
| 4                 | Emidgio Delgado          | Venezuela     | 3:46.28 |                       |
| 5                 | Julián Peralta           | Argentina     | 3:48.62 |                       |
| 6                 | Bayron Piedra            | Equador       | 3:52.42 |                       |
| 7                 | Said Gomez               | Panamá        | 3:58.54 |                       |

### 5000 metros
19 de maio 
| Posição           | Atleta                     | Nacionalidade | Tempo    | Notas |
| ----------------- | -------------------------- | ------------- | -------- | ----- |
| Medalha de ouro   | Elenilson da Silva         | Brasil        | 14:10.94 |       |
| Medalha de prata  | José Saraiva Frazão Júnior | Brasil        | 14:25.35 |       |
| Medalha de bronze | Alejandro Semprum          | Venezuela     | 14:32.90 |       |
| 4                 | Gustavo Pereira            | Uruguai       | 15:05.46 |       |
| 5                 | Said Gomez                 | Panamá        | 15:10.66 |       |
| 6                 | Bayron Piedra              | Equador       | 15:38.71 |       |
| 7                 | Colin Mercurius            | Guiana        | 16:46.89 |       |
| 8                 | Lionel D'Andrade           | Guiana        | 16:47.42 |       |
| 9                 | Fernando Alex Fernandes    | Brasil        | 14:44.21 | [ 4 ] |

### 10.000 metros
20 de maio
| Posição           | Atleta                | Nacionalidade | Tempo    | Notas |
| ----------------- | --------------------- | ------------- | -------- | ----- |
| Medalha de ouro   | Néstor García         | Uruguai       | 30:17.09 |       |
| Medalha de prata  | Alejandro Semprum     | Venezuela     | 30:24.56 |       |
| Medalha de bronze | Oscar Cortínez        | Argentina     | 31:12.45 |       |
| 4                 | Oscar Amaya           | Argentina     | 31:33.48 |       |
| 5                 | Lionel D'Andrade      | Guiana        | 35:44.31 |       |
| 6                 | Ramiro Nogueira Filho | Brasil        | DNF      |       |
| 6                 | Colin Mercurius       | Guiana        | DNF      |       |
| 6                 | Washington Veleda     | Uruguai       | DNF      |       |

### 110 metros barreiras
19 de maio
Vento: 0.0 m/s
| Posição           | Atleta             | Nacionalidade | Tempo | Notas                 |
| ----------------- | ------------------ | ------------- | ----- | --------------------- |
| Medalha de ouro   | Márcio de Souza    | Brasil        | 13.64 | Recorde do campeonato |
| Medalha de prata  | Redelén dos Santos | Brasil        | 13.87 |                       |
| Medalha de bronze | Paulo Villar       | Colômbia      | 13.88 | Recorde nacional      |
| 4                 | Jackson Quiñónez   | Equador       | 13.94 | Recorde nacional      |
| 5                 | Marleán Reina      | Venezuela     | 14.48 |                       |

### 400 metros barreiras
18 de maio
| Posição           | Atleta                    | Nacionalidade | Tempo | Notas |
| ----------------- | ------------------------- | ------------- | ----- | ----- |
| Medalha de ouro   | Anderson Costa dos Santos | Brasil        | 50.48 |       |
| Medalha de prata  | Carlos Zbinden            | Chile         | 50.99 |       |
| Medalha de bronze | João Carlos dos Santos    | Brasil        | 51.04 |       |
| 4                 | José Turbay               | Venezuela     | 51.91 |       |
| 5                 | Gabriel Heredia           | Argentina     | 51.98 |       |
| 6                 | Luis Montenegro           | Chile         | 52.24 |       |
| 7                 | Richard Ayoví             | Equador       | DNF   |       |

### 3000 metros com obstáculos
19 de maio
| Posição           | Atleta              | Nacionalidade | Tempo   | Notas |
| ----------------- | ------------------- | ------------- | ------- | ----- |
| Medalha de ouro   | Celso Ficagna       | Brasil        | 8:44.83 |       |
| Medalha de prata  | Emidgio Delgado     | Venezuela     | 8:47.55 |       |
| Medalha de bronze | Adelar José Schuler | Brasil        | 8:51.70 |       |
| 4                 | Julián Peralta      | Argentina     | 8:54.51 |       |
| 5                 | Mariano Tarilo      | Argentina     | 9:33.25 |       |

### Revezamento 4x100 m
19 de maio
| Posição           | Nacionalidade | Atletas                                                                     | Tempo | Notas |
| ----------------- | ------------- | --------------------------------------------------------------------------- | ----- | ----- |
| Medalha de ouro   | Brasil        | Raphael de Oliveira, Cláudio Roberto Souza, Vicente de Lima, André da Silva | 38.67 |       |
| Medalha de prata  | Venezuela     | Juan Morillo, José Peña, José Carabalí, Helly Ollarves                      | 40.02 |       |
| Medalha de bronze | Uruguai       | Heber Viera, Rubén Techeira, Danielo Estefan, José Daniel García            | 40.34 |       |
| 4                 | Equador       | Wílmer Cortez, Richard Ayoví, Jackson Quiñónez, Cristián Gutiérrez          | 41.71 |       |
| 5                 | Chile         | Diego Moraya, Claudio Bossay, Felipe Apablaza, Ricardo Roach                | 42.06 |       |

### Revezamento 4x400 m
20 de maio
| Posição           | Nacionalidade | Atletas                                                                       | Tempo   | Notas |
| ----------------- | ------------- | ----------------------------------------------------------------------------- | ------- | ----- |
| Medalha de ouro   | Venezuela     | Jonathan Palma, Luis Luna, Simoncito Silvera, William Hernández               | 3:06.31 |       |
| Medalha de prata  | Brasil        | Valdinei da Silva, Luís Antônio Elói, Anderson Jorge dos Santos, Flávio Godoy | 3:06.64 |       |
| Medalha de bronze | Argentina     | Gustavo Aguirre, Sebastián González Cabot, Gabriel Heredia, Eric Kerwitz      | 3:13.88 |       |
| 4                 | Chile         | Claudio Bossai, Paulo de la Camara, Carlos Zbinden, Luis Montenegro           | 3:16.33 |       |
| 5                 | Equador       | Bayron Piedra, Cristiàn Gutiérrez, Richard Ayoví, Wílmer Cortez               | 3:18.52 |       |

### 20 km marcha atlética
19 de maio
| Posição           | Atleta                | Nacionalidade | Tempo     | Notas |
| ----------------- | --------------------- | ------------- | --------- | ----- |
| Medalha de ouro   | José Alessandro Bagio | Brasil        | 1:31:42.9 |       |
| Medalha de prata  | Mário dos Santos      | Brasil        | 1:32:45.9 |       |
| Medalha de bronze | Xavier Moreno         | Equador       | 1:35:42.5 |       |
| 4                 | Cristian Muñoz        | Chile         | 1:36:46.1 |       |
| 5                 | Patricio Villacorte   | Equador       | 1:37:18.2 |       |
| 6                 | Julian Choque         | Bolívia       | 1:38:36.7 |       |
| 7                 | Marco Taype           | Peru          | 1:44:10.5 |       |

### Salto em altura
18 de maio
| Posição           | Atleta          | Nacionalidade | 2.05 | 2.10 | 2.15 | 2.20 | 2.23 | Resultado | Notas |
| ----------------- | --------------- | ------------- | ---- | ---- | ---- | ---- | ---- | --------- | ----- |
| Medalha de ouro   | Jessé de Lima   | Brasil        | –    | o    | o    | xo   | xxx  | 2.20      |       |
| Medalha de prata  | Alfredo Deza    | Peru          | o    | o    | o    | xxo  | xxx  | 2.20      |       |
| Medalha de bronze | Felipe Apablaza | Chile         | –    | o    | xxo  | xxx  |      | 2.15      |       |
| 4                 | Erasmo Jara     | Argentina     | o    | o    | xxx  |      |      | 2.10      |       |
| 5                 | Fabrício Romero | Brasil        | o    | xxx  |      |      |      | 2.05      |       |
| 5                 | Franco Moy      | Peru          | o    | xxx  |      |      |      | 2.05      |       |
| 7                 | Mário Guerci    | Argentina     | xxo  | xxx  |      |      |      | 2.05      |       |

### Salto á vara
20 de maio
| Posição           | Atleta               | Nacionalidade | 4.60 | 4.70 | 4.80 | 4.90 | 5.00 | 5.10 | 5.15 | 5.20 | 5.25 | 5.30 | 5.35 | 5.40 | 5.50 | Resultado | Notas                 |
| ----------------- | -------------------- | ------------- | ---- | ---- | ---- | ---- | ---- | ---- | ---- | ---- | ---- | ---- | ---- | ---- | ---- | --------- | --------------------- |
| Medalha de ouro   | Javier Benítez       | Argentina     | –    | –    | –    | –    | xo   | o    | –    | o    | –    | x–   | o    | xo   | xxx  | 5.40      | Recorde do campeonato |
| Medalha de prata  | Ricardo Diez         | Venezuela     | –    | –    | xo   | –    | o    | –    | o    | –    | xo   | o    | xo   | xxx  |      | 5.35      | Recorde nacional      |
| Medalha de bronze | Gustavo Rehder       | Brasil        | –    | –    | xo   | –    | o    | –    | o    | –    | xx–  | x    |      |      |      | 5.15      |                       |
| 4                 | José Francisco Nava  | Chile         | –    | –    | o    | –    | xo   | o    | –    | xxx  |      |      |      |      |      | 5.10      |                       |
| 5                 | Marcelo Terra        | Argentina     | xo   | –    | o    | xxx  |      |      |      |      |      |      |      |      |      | 4.80      |                       |
| 5                 | Fábio Gomes da Silva | Brasil        | xo   | –    | o    | –    | xxx  |      |      |      |      |      |      |      |      | 4.80      |                       |
| 6                 | Valdemir Silva       | Brasil        | –    | o    | o    | –    | o    | xxx  |      |      |      |      |      |      |      | 5.00      | [ 4 ]                 |
| 7                 | Jorge Naranjo        | Chile         | –    | –    | –    | xxx  |      |      |      |      |      |      |      |      |      | NM        |                       |

### Salto em comprimento
19 de maio
| Posição           | Atleta                 | Nacionalidade | #1   | #2   | #3    | #4   | #5   | #6   | Resultado | Notas |
| ----------------- | ---------------------- | ------------- | ---- | ---- | ----- | ---- | ---- | ---- | --------- | ----- |
| Medalha de ouro   | Nélson Carlos Ferreira | Brasil        | x    | x    | x     | 7.63 | 7.67 | 7.66 | 7.67      |       |
| Medalha de prata  | Lewis Asprilla         | Colômbia      | 7.16 | 7.40 | 7.48w | x    | x    | 7.11 | 7.48      |       |
| Medalha de bronze | Esteban Copland        | Venezuela     | 6.90 | 7.31 | x     | 7.20 | 7.19 | x    | 7.31      |       |
| 4                 | Claudio Bossay         | Chile         | x    | 7.20 | x     | 7.26 | x    | 7.20 | 7.26      |       |
| 5                 | Jadel Gregório         | Brasil        | x    | x    | 7.22  | x    | x    | 7.02 | 7.22      |       |
| 6                 | Leandro Simes          | Argentina     | 6.97 | 7.17 | x     | 7.09 | 7.00 | 7.00 | 7.17      |       |
| 7                 | José Reyes             | Venezuela     | 6.88 | 7.17 | x     | –    | –    | –    | 7.17      |       |

### Salto triplo
20 de maio
| Posição           | Atleta                | Nacionalidade | #1    | #2    | #3    | #4    | #5    | #6    | Resultado | Notas |
| ----------------- | --------------------- | ------------- | ----- | ----- | ----- | ----- | ----- | ----- | --------- | ----- |
| Medalha de ouro   | Jadel Gregório        | Brasil        | 16.98 | x     | 16.81 | x     | x     | 16.59 | 16.98     |       |
| Medalha de prata  | Messias José Baptista | Brasil        | x     | 16.21 | –     | 16.23 | x     | 16.21 | 16.23     |       |
| Medalha de bronze | Freddy Nieves         | Equador       | 15.40 | 15.76 | 16.14 | 15.48 | x     | 15.64 | 16.14     |       |
| 4                 | Johnny Rodríguez      | Venezuela     | 15.19 | 15.85 | 15.56 | 15.78 | x     | -     | 15.85     |       |
| 5                 | Leandro Simes         | Argentina     | 14.84 | x     | x     | 15.48 | x     | x     | 15.48     |       |
| 6                 | Felipe Apablaza       | Chile         | 14.75 | x     | x     | 15.02 | x     | 15.07 | 15.07     |       |
| 7                 | Franco Moy            | Peru          | 13.98 | 14.24 | 13.73 | –     | 13.99 | –     | 14.24     |       |

### Arremesso de peso
19 de maio
| Posição           | Atleta              | Nacionalidade | #1    | #2    | #3    | #4    | #5    | #6    | Resultado | Notas |
| ----------------- | ------------------- | ------------- | ----- | ----- | ----- | ----- | ----- | ----- | --------- | ----- |
| Medalha de ouro   | Marco Antonio Verni | Chile         | 18.57 | 18.53 | x     | x     | x     | x     | 18.57     |       |
| Medalha de prata  | Yojer Medina        | Venezuela     | 17.20 | 18.14 | 17.71 | 17.90 | 18.49 | 18.06 | 18.49     |       |
| Medalha de bronze | Édson Miguel        | Brasil        | 16.33 | x     | 16.77 | 17.00 | 16.05 | 16.59 | 17.00     |       |
| 4                 | Andrés Calvo        | Argentina     | 14.18 | 16.64 | 17.00 | 14.51 | –     | –     | 17.00     |       |
| 5                 | Juan Tello          | Peru          | 14.12 | 14.51 | 14.95 | x     | x     | 14.79 | 14.95     |       |

### Lançamento de disco
20 de maio
| Posição           | Atleta                  | Nacionalidade | #1    | #2    | #3    | #4    | #5    | #6    | Resultado | Notas |
| ----------------- | ----------------------- | ------------- | ----- | ----- | ----- | ----- | ----- | ----- | --------- | ----- |
| Medalha de ouro   | Marcelo Pugliese        | Argentina     | 56.30 | 56.16 | 56.26 | x     | x     | 54.09 | 56.30     |       |
| Medalha de prata  | Joāo Joaquim dos Santos | Brasil        | 52.07 | x     | 52.78 | 49.73 | 53.28 | 54.40 | 54.40     |       |
| Medalha de bronze | Julio Piñero            | Argentina     | 49.81 | 54.10 | 53.09 | x     | x     | 52.24 | 54.10     |       |
| 4                 | Marco Antonio Verni     | Chile         | 49.56 | 47.71 | 47.66 | 48.46 | 48.42 | x     | 49.56     |       |
| 5                 | Héctor Hurtado          | Venezuela     | 49.34 | x     | 46.20 | 49.08 | 48.38 | x     | 49.34     |       |
| 6                 | Juan Tello              | Peru          | 48.28 | x     | 48.64 | 48.89 | 49.20 | 47.90 | 49.20     |       |

### Lançamento de martelo
20 de maio
| Posição           | Atleta             | Nacionalidade | #1    | #2    | #3    | #4    | #5    | #6    | Resultado | Notas                 |
| ----------------- | ------------------ | ------------- | ----- | ----- | ----- | ----- | ----- | ----- | --------- | --------------------- |
| Medalha de ouro   | Juan Ignacio Cerra | Argentina     | x     | x     | 73.95 | x     | 73.80 | x     | 73.95     | Recorde do campeonato |
| Medalha de prata  | Adrián Marzo       | Argentina     | 67.82 | x     | x     | 69.69 | 69.34 | 69.03 | 69.69     |                       |
| Medalha de bronze | Eduardo Acuña      | Peru          | 62.66 | 61.74 | 63.53 | 59.90 | 63.10 | 62.13 | 63.53     |                       |
| 4                 | Patricio Palma     | Chile         | 62.91 | x     | 61.85 | x     | 63.26 | 61.12 | 63.26     |                       |
| 5                 | Mário Leme         | Brasil        | 59.08 | 61.23 | 61.10 | 58.58 | 60.09 | x     | 61.23     |                       |
| 6                 | Marcos dos Santos  | Brasil        | x     | x     | x     | 57.97 | 57.56 | 57.24 | 57.97     |                       |
| 7                 | Roberto Sáez       | Chile         | 52.10 | 52.35 | 53.54 | 55.81 | 54.24 | 50.69 | 55.81     |                       |

### Lançamento de dardo
18 de maio
| Posição           | Atleta                 | Nacionalidade | #1    | #2    | #3    | #4    | #5    | #6    | Resultado | Notas |
| ----------------- | ---------------------- | ------------- | ----- | ----- | ----- | ----- | ----- | ----- | --------- | ----- |
| Medalha de ouro   | Luiz Fernando da Silva | Brasil        | 74.50 | –     | 71.96 | –     | –     | –     | 74.50     |       |
| Medalha de prata  | Nery Kennedy           | Paraguai      | 73.85 | 73.99 | 74.41 | x     | x     | 68.88 | 74.41     |       |
| Medalha de bronze | Manuel Fuenmayor       | Venezuela     | 71.44 | 67.61 | x     | 68.26 | 68.78 | x     | 71.44     |       |
| 4                 | Diego Moraga           | Chile         | 68.72 | 70.07 | 64.76 | 69.48 | 67.67 | x     | 70.07     |       |
| 5                 | Pablo Pietrobelli      | Argentina     | 66.47 | 67.15 | 68.17 | 68.64 | 68.42 | 68.30 | 68.64     |       |
| 6                 | Flávio de Souza        | Brasil        | 68.22 | x     | 65.03 | x     | 62.19 | x     | 68.22     |       |
| 7                 | Edmundo Fernández      | Equador       | 54.02 | x     | 54.19 | 57.50 | 58.48 | 60.32 | 60.32     |       |

### Decatlo
18 – 19 de maio
| Pos.              | Atleta            | Nacionalidade | 100 m | SD   | AP    | SA   | 400 m | 110 m | AD    | SV   | LD    | 1500 m  | PG   | Notas                 |
| ----------------- | ----------------- | ------------- | ----- | ---- | ----- | ---- | ----- | ----- | ----- | ---- | ----- | ------- | ---- | --------------------- |
| Medalha de ouro   | Edson Bindilatti  | Brasil        | 11.13 | 6.96 | 12.46 | 2.08 | 47.85 | 15.18 | 37.94 | 4.60 | 44.24 | 4:28.37 | 7564 | Recorde do campeonato |
| Medalha de prata  | Eric Kerwitz      | Argentina     | 11.08 | 7.18 | 12.30 | 1.90 | 48.99 | 15.38 | 34.02 | 4.30 | 58.01 | 4:45.47 | 7305 |                       |
| Medalha de bronze | Enrique Aguirre   | Argentina     | 11.36 | 6.62 | 13.45 | 2.02 | 49.99 | 15.42 | 38.80 | 4.20 | 51.40 | 4:42.30 | 7226 |                       |
| 4                 | Emerson Vaz Viana | Brasil        | 11.53 | 7.02 | 11.50 | 1.99 | 51.61 | 15.70 | 36.35 | 4.30 | 61.44 | 4:44.88 | 7146 |                       |
| 5                 | Cristián Lyon     | Chile         | 11.46 | 6.66 | 11.79 | 1.87 | 52.59 | 15.60 | 37.94 | 4.50 | 35.75 | 5:19.09 | 6472 |                       |
| 6                 | Wílmer Cortez     | Equador       | 11.57 | 6.53 | 10.04 | 1.87 | 51.27 | 18.18 | 28.94 | 3.00 | 37.08 | 4:28.07 | 5839 |                       |

## Feminino

### 100 metros
18 de maio
Vento: +0.6 m/s
| Posição           | Atleta              | Nacionalidade | Tempo | Notas |
| ----------------- | ------------------- | ------------- | ----- | ----- |
| Medalha de ouro   | Lucimar de Moura    | Brasil        | 11.55 |       |
| Medalha de prata  | María Izabel Coloma | Chile         | 11.79 |       |
| Medalha de bronze | Rosemar Coelho Neto | Brasil        | 11.79 |       |
| 4                 | Digna Luz Murillo   | Colômbia      | 11.80 |       |
| 5                 | Wilmary Álvarez     | Venezuela     | 11.97 |       |
| 6                 | Vanesa Wohlgemuth   | Argentina     | 12.14 |       |
| 7                 | Rosa Cabezas        | Equador       | 12.62 |       |
| 8                 | Katia Benth         | França        | 11.48 | [ 4 ] |

### 200 metros
20 de maio
Vento: 0.0 m/s
| Posição           | Atleta              | Nacionalidade | Tempo | Notas |
| ----------------- | ------------------- | ------------- | ----- | ----- |
| Medalha de ouro   | Felipa Palacios     | Colômbia      | 23.36 |       |
| Medalha de prata  | Rosemar Coelho Neto | Brasil        | 23.52 |       |
| Medalha de bronze | Lucimar de Moura    | Brasil        | 23.68 |       |
| 4                 | María Izabel Coloma | Chile         | 24.59 |       |
| 5                 | Wilmary Álvarez     | Venezuela     | 24.65 |       |
| 6                 | Vanesa Wohlgemuth   | Argentina     | 25.10 |       |
| 7                 | Digna Luz Murillo   | Colômbia      | 25.64 |       |
| 8                 | Rosa Cabezas        | Equador       | 25.96 |       |

### 400 metros
19 de maio
| Posição           | Atleta              | Nacionalidade | Tempo | Notas |
| ----------------- | ------------------- | ------------- | ----- | ----- |
| Medalha de ouro   | Luciana Mendes      | Brasil        | 52.76 |       |
| Medalha de prata  | Maria Laura Almirão | Brasil        | 53.14 |       |
| Medalha de bronze | Norma González      | Colômbia      | 53.29 |       |
| 4                 | Felipa Palacios     | Colômbia      | 54.62 |       |
| 5                 | Eliana Pacheco      | Venezuela     | 55.80 |       |
| 6                 | Lucy Jaramillo      | Equador       | 57.93 |       |
| 7                 | Mariella Álvarez    | Peru          | 58.24 |       |

### 800 metros
18 de maio
| Posição           | Atleta           | Nacionalidade | Tempo   | Notas                 |
| ----------------- | ---------------- | ------------- | ------- | --------------------- |
| Medalha de ouro   | Luciana Mendes   | Brasil        | 2:00.04 | Recorde do campeonato |
| Medalha de prata  | Letitia Vriesde  | Suriname      | 2:00.93 |                       |
| Medalha de bronze | Marlene da Silva | Brasil        | 2:05.82 |                       |
| 4                 | Rosibel García   | Colômbia      | 2:07.42 |                       |
| 5                 | Mercy Colorado   | Equador       | 2:08.83 |                       |
| 6                 | Mariella Álvarez | Peru          | 2:09.55 |                       |
| 7                 | Jenny Mejías     | Venezuela     | 2:12.21 |                       |

### 1500 metros
20 de maio
| Posição           | Atleta                  | Nacionalidade | Tempo   | Notas |
| ----------------- | ----------------------- | ------------- | ------- | ----- |
| Medalha de ouro   | Letitia Vriesde         | Suriname      | 4:19.97 |       |
| Medalha de prata  | Célia Regina dos Santos | Brasil        | 4:23.91 |       |
| Medalha de bronze | Andréa Celeste da Silva | Brasil        | 4:28.01 |       |
| 4                 | Valeria Rodríguez       | Argentina     | 4:32.89 |       |
| 5                 | Mercy Colorado          | Equador       | 4:42.25 |       |

### 5000 metros
19 de maio
| Posição           | Atleta                   | Nacionalidade | Tempo   | Notas |
| ----------------- | ------------------------ | ------------- | ------- | ----- |
| Medalha de ouro   | Maria Cristina Rodrigues | Brasil        | 16:35.1 |       |
| Medalha de prata  | Selma Cândida dos Reis   | Brasil        | 16:40.0 |       |
| Medalha de bronze | María Paredes            | Equador       | 16:53.5 |       |
| 4                 | Tania Poma               | Bolívia       | 17:03.0 |       |
| 5                 | Valeria Rodríguez        | Argentina     | 17:04.4 |       |
| 6                 | Raquel Aceituno          | Peru          | 17:39.9 |       |

### 10.000 metros
19 de maio
| Posição           | Atleta                   | Nacionalidade | Tempo    | Notas |
| ----------------- | ------------------------ | ------------- | -------- | ----- |
| Medalha de ouro   | Maria Cristina Rodrigues | Brasil        | 35:25.70 |       |
| Medalha de prata  | Rosa Apaza               | Bolívia       | 35:30.04 |       |
| Medalha de bronze | Adriana de Souza         | Brasil        | 35:30.06 |       |
| 4                 | María Paredes            | Equador       | 36:28.16 |       |
| 5                 | Raquel Aceituno          | Peru          | 36:31.78 |       |

### 100 metros barreiras
20 de maio
Vento: +0.1 m/s
| Posição           | Atleta            | Nacionalidade | Tempo | Notas |
| ----------------- | ----------------- | ------------- | ----- | ----- |
| Medalha de ouro   | Maurren Maggi     | Brasil        | 12.71 | ,     |
| Medalha de prata  | Maíla Machado     | Brasil        | 13.18 |       |
| Medalha de bronze | Sandrine Legenort | Venezuela     | 13.88 |       |
| 4                 | Princesa Oliveros | Colômbia      | 13.89 |       |
| 5                 | Carolina Torres   | Chile         | 14.21 |       |
| 6                 | Francisca Guzmán  | Chile         | 14.30 |       |

### 400 metros barreiras
18 de maio
| Posição           | Atleta            | Nacionalidade | Tempo   | Notas |
| ----------------- | ----------------- | ------------- | ------- | ----- |
| Medalha de ouro   | Isabel Silva      | Brasil        | 57.47   |       |
| Medalha de prata  | Princesa Oliveros | Colômbia      | 58.76   |       |
| Medalha de bronze | Luciana França    | Brasil        | 58.87   |       |
| 4                 | Yusmely García    | Venezuela     | 1:00.56 |       |
| 5                 | Lucy Jaramillo    | Equador       | 1:05.48 |       |

### 3000 metros com obstáculos
20 de maio
| Posição           | Atleta                  | Nacionalidade | Tempo    | Notas |
| ----------------- | ----------------------- | ------------- | -------- | ----- |
| Medalha de ouro   | Michelle Costa          | Brasil        | 10:31.30 |       |
| Medalha de prata  | Claudia Camargo         | Argentina     | 10:58.81 |       |
| Medalha de bronze | Magda Margarete Azevedo | Brasil        | 11:03.95 |       |
| 4                 | Marlene Acuña           | Equador       | 11:08.05 |       |
| 5                 | Soraya Telles-Teixeira  | Brasil        | 11:19.26 | [ 4 ] |
| 6                 | María Peralta           | Argentina     | DNF      |       |

### Revezamento 4x100 m
19 de maio
| Posição           | Nacionalidade | Atletas                                                                             | Tempo | Notas |
| ----------------- | ------------- | ----------------------------------------------------------------------------------- | ----- | ----- |
| Medalha de ouro   | Brasil        | Lucimar de Moura, Rosemar Coelho Neto, Kátia Regina Santos, Thatiana Regina Ignâcio | 44.32 |       |
| Medalha de prata  | Colômbia      | Norma González, Digna Luz Murillo, Princesa Oliveros, Felipa Palacios               | 45.43 |       |
| Medalha de bronze | Venezuela     | Jennifer Arveláez, Sandrine Legenort, Yusmely García, Wilmary Álvarez               | 47.22 |       |
| 4                 | Chile         | Francisca Guzmán, Carolina Torres, María Paz Ausin, María Izabel Coloma             | 48.81 |       |
| 5                 | Equador       | Lucy Jaramillo, Tamara Martínez, Mercy Colorado, Rosa Cabezas                       | 49.27 |       |
| 6                 | Argentina     | Alina Alló, Vanesa Wohlgemuth, Solange Witteveen, Alejandra García                  | DSQ   |       |

### Revezamento 4x400 m
20 de maio
| Posição           | Nacionalidade | Atletas                                                                | Tempo   | Notas                 |
| ----------------- | ------------- | ---------------------------------------------------------------------- | ------- | --------------------- |
| Medalha de ouro   | Brasil        | Maria Laura Almirão, Maria Figueirêdo, Lucimar Teodoro, Luciana Mendes | 3:32.43 | Recorde do campeonato |
| Medalha de prata  | Colômbia      | Felipa Palacios, Norma González, Rosibel García, Princesa Oliveros     | 3:40.27 |                       |
| Medalha de bronze | Venezuela     | Wilmary Álvarez, Eliana Pacheco, Yusmely García, Jenny Mejías          | 3:44.74 | Recorde nacional      |
| 4                 | Equador       | Rosa Cabezas, Tamara Martínez, Mercy Colorado, Lucy Jaramillo          | 3:50.71 |                       |

### 20 km marcha atlética
18 de maio
| Posição           | Atleta             | Nacionalidade | Tempo     | Notas |
| ----------------- | ------------------ | ------------- | --------- | ----- |
| Medalha de ouro   | Geovana Irusta     | Bolívia       | 1:42:42.4 |       |
| Medalha de prata  | Gianetti Bonfim    | Brasil        | 1:46:02.1 |       |
| Medalha de bronze | Cristina Bohórquez | Colômbia      | 1:48:18.8 |       |
| 4                 | Tânia Spindler     | Brasil        | 1:54:09.0 |       |
| 5                 | Luisa Paltín       | Equador       | 2:01:17.3 |       |

### Salto em altura
19 de maio
| Posição         | Atleta            | Nacionalidade | 1.65 | 1.70 | 1.75 | 1.80 | 1.83 | 1.86 | 1.89 | 1.92 | 1.95 | 1.97 | 1.99 | Resultado | Notas |
| --------------- | ----------------- | ------------- | ---- | ---- | ---- | ---- | ---- | ---- | ---- | ---- | ---- | ---- | ---- | --------- | ----- |
| Medalha de ouro | Luciane Dambacher | Brasil        | o    | o    | o    | o    | xo   | xxx  |      |      |      |      |      | 1.83      |       |
| Medalha de ouro | Thaís de Andrade  | Brasil        | o    | o    | o    | o    | xo   | xxx  |      |      |      |      |      | 1.83      |       |
| 2               | Solange Witteveen | Argentina     | o    | o    | o    | o    | o    | o    | xxo  | o    | o    | o    | xxx  | 1.97      | DSQ   |

### Salto á vara
18 de maio
| Posição           | Atleta           | Nacionalidade | 3.40 | 3.50 | 3.60 | 3.70 | 3.80 | 3.90 | 4.00 | 4.10 | Resultado | Notas |
| ----------------- | ---------------- | ------------- | ---- | ---- | ---- | ---- | ---- | ---- | ---- | ---- | --------- | ----- |
| Medalha de ouro   | Alejandra García | Argentina     | –    | –    | –    | –    | –    | –    | o    | xxx  | 4.00      |       |
| Medalha de prata  | Alina Alló       | Argentina     | –    | o    | o    | o    | o    | o    | xxx  |      | 3.90      |       |
| Medalha de bronze | María Paz Ausin  | Chile         | o    | o    | o    | o    | xxx  |      |      |      | 3.70      |       |
| Medalha de bronze | Karem da Silva   | Brasil        | –    | –    | o    | o    | xxx  |      |      |      | 3.70      |       |
| 5                 | Carolina Torres  | Chile         | –    | o    | xo   | xo   | xxx  |      |      |      | 3.70      |       |
| 6                 | Fabiana Murer    | Brasil        | –    | –    | xo   | xxo  | xxx  |      |      |      | 3.70      |       |
| 7                 | Aliusha Díaz     | Uruguai       | xo   | xxx  |      |      |      |      |      |      | 3.40      |       |

### Salto em comprimento
18 de maio
| Posição           | Atleta             | Nacionalidade | #1   | #2   | #3   | #4   | #5   | #6   | Resultado | Notas |
| ----------------- | ------------------ | ------------- | ---- | ---- | ---- | ---- | ---- | ---- | --------- | ----- |
| Medalha de ouro   | Maurren Maggi      | Brasil        | 6.45 | 6.48 | 6.69 | 6.32 | –    | x    | 6.69      |       |
| Medalha de prata  | Luciana dos Santos | Brasil        | 5.81 | 6.10 | 5.89 | 6.04 | 5.91 | x    | 6.10      |       |
| Medalha de bronze | Helena Guerrero    | Colômbia      | 5.77 | 5.95 | 6.04 | 5.81 | 6.03 | 5.93 | 6.04      |       |
| 4                 | Mónica Falcioni    | Uruguai       | 5.94 | 5.92 | 6.00 | 5.97 | 6.00 | 5.97 | 6.00      |       |
| 5                 | Andrea Ávila       | Argentina     | 5.79 | 5.93 | x    | 5.61 | 5.99 | 5.73 | 5.99      |       |
| 6                 | Jennifer Arveláez  | Venezuela     | 5.68 | 5.82 | 5.66 | 5.76 | x    | 5.75 | 5.82      |       |

### Salto triplo
19 de maio
| Posição           | Atleta             | Nacionalidade | #1    | #2    | #3    | #4    | #5    | #6    | Resultado | Notas |
| ----------------- | ------------------ | ------------- | ----- | ----- | ----- | ----- | ----- | ----- | --------- | ----- |
| Medalha de ouro   | Keila Costa        | Brasil        | 12.58 | x     | 13.43 | 13.61 | x     | x     | 13.61     |       |
| Medalha de prata  | Luciana dos Santos | Brasil        | 12.82 | 13.36 | 13.32 | x     | x     | 13.48 | 13.48     |       |
| Medalha de bronze | Mónica Falcioni    | Uruguai       | 12.65 | 13.22 | 13.10 | 13.37 | 13.43 | 13.38 | 13.43     |       |
| 4                 | Jennifer Arveláez  | Venezuela     | 13.06 | 12.73 | x     | –     | 13.21 | 13.35 | 13.35     |       |

### Arremesso de peso
18 de maio
| Posição           | Atleta               | Nacionalidade | #1    | #2    | #3    | #4    | #5    | #6    | Resultado | Notas |
| ----------------- | -------------------- | ------------- | ----- | ----- | ----- | ----- | ----- | ----- | --------- | ----- |
| Medalha de ouro   | Elisângela Adriano   | Brasil        | 17.47 | x     | x     | 17.29 | 17.93 | 17.48 | 17.93     |       |
| Medalha de prata  | Andréa Maria Pereira | Brasil        | 15.64 | 15.15 | x     | 15.10 | 15.10 | 15.12 | 15.64     |       |
| Medalha de bronze | Marianne Berndt      | Chile         | 15.38 | 14.85 | 14.46 | 15.21 | x     | x     | 15.38     |       |
| 4                 | Neolanis Suárez      | Venezuela     | 13.67 | 13.40 | 13.78 | x     | 13.03 | x     | 13.78     |       |
| 5                 | Valeria Steffens     | Chile         | 12.07 | 12.41 | 11.80 | 12.42 | 11.91 | 12.15 | 12.42     |       |

### Lançamento de disco
19 de maio
| Posição           | Atleta              | Nacionalidade | #1    | #2    | #3    | #4    | #5    | #6    | Resultado | Notas |
| ----------------- | ------------------- | ------------- | ----- | ----- | ----- | ----- | ----- | ----- | --------- | ----- |
| Medalha de ouro   | Elisângela Adriano  | Brasil        | 58.32 | 56.71 | x     | x     | x     | 58.40 | 58.40     |       |
| Medalha de prata  | Katiuscia de Jesus  | Brasil        | 43.97 | 49.52 | 44.94 | 44.08 | 45.18 | x     | 49.52     |       |
| Medalha de bronze | María Eugenia Giggi | Argentina     | 46.96 | 47.66 | x     | 45.79 | 48.30 | 47.08 | 48.30     |       |
| 4                 | Neolanis Suárez     | Venezuela     | 44.76 | 46.99 | x     | 47.68 | 47.70 | 46.97 | 47.70     |       |
| 5                 | Marianne Berndt     | Chile         | 38.81 | x     | x     | 36.47 | 42.68 | 41.71 | 42.68     |       |

### Lançamento de martelo
19 de maio
| Posição           | Atleta                   | Nacionalidade | #1    | #2    | #3    | #4    | #5    | #6    | Resultado | Notas                 |
| ----------------- | ------------------------ | ------------- | ----- | ----- | ----- | ----- | ----- | ----- | --------- | --------------------- |
| Medalha de ouro   | Karina Moya              | Argentina     | x     | 60.64 | 60.83 | x     | 57.35 | 59.90 | 60.83     | Recorde do campeonato |
| Medalha de prata  | Josiane Soares           | Brasil        | 52.88 | 56.70 | 58.10 | 57.44 | 56.28 | 58.81 | 58.81     |                       |
| Medalha de bronze | Erika Melián             | Argentina     | 45.94 | 52.93 | 55.70 | x     | x     | x     | 55.70     |                       |
| 4                 | María Eugenia Villamizar | Colômbia      | 55.57 | 54.44 | 52.65 | x     | 52.99 | 52.60 | 55.57     |                       |
| 5                 | Katiuscia de Jesus       | Brasil        | 52.14 | 54.82 | 52.30 | 54.38 | 53.53 | 52.20 | 54.82     |                       |
| 6                 | Odette Palma             | Chile         | x     | 41.54 | 51.78 | 46.99 | x     | 48.46 | 51.78     | Recorde nacional      |
| 7                 | Adriana Benaventa        | Venezuela     | x     | 47.36 | x     | 50.18 | 50.12 | 48.83 | 50.18     |                       |

### Lançamento de dardo
18 de maio
| Posição           | Atleta             | Nacionalidade | #1    | #2    | #3    | #4    | #5    | #6    | Resultado | Notas |
| ----------------- | ------------------ | ------------- | ----- | ----- | ----- | ----- | ----- | ----- | --------- | ----- |
| Medalha de ouro   | Carla Bispo        | Brasil        | 51.03 | 49.48 | 49.32 | 49.48 | 51.98 | –     | 51.98     |       |
| Medalha de prata  | Alessandra Resende | Brasil        | 48.47 | 48.37 | 50.83 | 48.98 | x     | 48.37 | 50.83     |       |
| Medalha de bronze | Romina Maggi       | Argentina     | 45.63 | 47.23 | 48.28 | 46.39 | 45.98 | 48.90 | 48.90     |       |

### Heptatlo
19 – 20 de maio
| Colocação         | Atleta                    | Nacionalidade | 100 m C/B | SA   | AP    | 200 m | SD   | LD    | 800 m   | Total | Notas |
| ----------------- | ------------------------- | ------------- | --------- | ---- | ----- | ----- | ---- | ----- | ------- | ----- | ----- |
| Medalha de ouro   | Elizete da Silva          | Brasil        | 14.82     | 1.67 | 11.45 | 25.77 | 5.60 | 39.05 | 2:19.25 | 5338  |       |
| Medalha de prata  | Valeria Steffens          | Chile         | 15.48     | 1.64 | 12.66 | 26.01 | 5.43 | 35.74 | 2:19.69 | 5157  |       |
| Medalha de bronze | Mônica Marques            | Brasil        | 15.36     | 1.73 | 12.47 | 26.34 | 5.61 | 35.03 | 2:31.43 | 5125  |       |
| 4                 | María Cecília Marcobechio | Argentina     | 16.26     | 1.46 | 11.82 | 28.03 | 5.20 | 28.28 | 2:27.92 | 4314  |       |
| 5                 | Tamara Martínez           | Equador       | 16.84     | 1.46 | 10.51 | 25.96 | 4.96 | 20.55 | 2:25.50 | 4153  |       |

Legenda
| Recorde mundial       | Recorde mundial (World record)               |                       | Recorde africano                      | Recorde africano (African) |                                           | Q | Classificado por posição (Qualified) |
| Recorde do campeonato | Recorde do campeonato (Championship record)  | Recorde da América    | Recorde da América (Americas)         | q                          | Classificado por melhor tempo (Qualified) |   |                                      |
| Melhor marca do ano   | Melhor marca do ano (World leading)          | Recorde asiático      | Recorde asiático (Asian)              | DNS                        | Não largou (Did not start)                |   |                                      |
| Recorde nacional      | Recorde nacional (National record)           | Recorde europeu       | Recorde europeu (European)            | DNF                        | Não terminou (Did not finish)             |   |                                      |
| Recorde pessoal       | Recorde pessoal do atleta (Personal best)    | Recorde da Oceania    | Recorde da Oceania (Oceania)          | DSQ / DQ                   | Desclassificado (Disqualified)            |   |                                      |
| Recorde da temporada  | Recorde da temporada do atleta (Season best) | Recorde sul-americano | Recorde sul-americano (South America) | NM                         | Sem marca (No mark)                       |   |                                      |